# Eleição municipal de São Paulo em 2000
A eleição municipal de São Paulo ocorreu no dia 1º de outubro de 2000 para a eleição de 1 (um) prefeito, 1 (um) vice-prefeito e 55 (cinquenta e cinco) vereadores para a administração da cidade.
No primeiro turno nenhum candidato a cargo majoritário alcançou a maioria absoluta dos votos válidos. Marta Suplicy, do PT, ficou em primeiro lugar com 38,13% dos votos, seguida de Paulo Maluf, do PPB, com 23,30% dos votos.
O segundo turno aconteceu no dia 29 de outubro de 2000. Marta se elegeu com 58,51% dos votos, junto com o vice-prefeito Hélio Bicudo. Eles assumiram os cargos no dia 1 de janeiro de 2001 e seus mandatos terminaram no dia 31 de dezembro de 2004. No comando da prefeitura Marta criou programas sociais como o Bilhete Único.
Oficialmente, 15 candidaturas a prefeito foram oficializadas, e uma foi impugnada pelo TSE: a do ex-presidente Fernando Collor de Mello, então no PRTB. Um candidato que chamou a atenção foi Ciro Moura, do PRN (atual PTC), por não mostrar seu rosto nem seu plano de governo no horário eleitoral.

Dentre os 55 vereadores eleitos, José Eduardo Cardozo, do PT, foi o que recebeu mais votos, com um total de 229.549.

Resultado da eleição por zona no 1º turno | Marta Suplicy 30–39% 40-49% | Geraldo Alckmin 30–39% |
Resultado da eleição por zona no 2º turno Marta Suplicy  50–59%  60-69%

## Candidatos
|  | Nº | Candidato(a) a prefeito | Candidato(a) a prefeito                                               | Candidato(a) a vice-prefeito | Candidato(a) a vice-prefeito                                | Coligação |
|  | -- | ----------------------- | --------------------------------------------------------------------- | ---------------------------- | ----------------------------------------------------------- | --- |
|  | 36 |                         | Ciro Moura (PRN) Ciro Tiziani Moura                                   |                              | Singoala Candelo (PRN) Singoala Candelo Orsiolo Souza Costa | Partido não coligado - Partido da Reconstrução Nacional (PRN) |
|  | 56 |                         | Enéas Carneiro (PRONA) Enéas Ferreira Carneiro                        |                              | Paulo Flores Júnior (PRONA) Paulo Flores Júnior             | Partido não coligado - Partido da Reedificação da Ordem Nacional (PRONA) |
|  | 16 |                         | Fábio Bosco (PSTU) Fábio José Bosco                                   |                              | Zé Geraldo (PSTU) José Geraldo Corrêa Júnior                | Partido não coligado - Partido Socialista dos Trabalhadores Unificado (PSTU) |
|  | 28 |                         | Fernando Collor (PRTB) Fernando Collor de Mello                       |                              | Levy Fidelix (PRTB) José Levy Fidelix da Cruz               | Partido não coligado - Partido Renovador Trabalhista Brasileiro (PRTB) |
|  | 30 |                         | Francisco Canindé Pegado (PGT) Francisco Canindé Pegado do Nascimento |                              | José Lião (PGT) José Lião de Almeida                        | Partido não coligado - Partido Geral dos Trabalhadores (PGT) |
|  | 45 |                         | Geraldo Alckmin (PSDB) Geraldo José Rodrigues Alckmin Filho           |                              | Campos Machado (PTB) Antonio Carlos de Campos Machado       | "Respeito por São Paulo" - Partido da Social Democracia Brasileira (PSDB) - Partido Trabalhista Brasileiro (PTB) - Partido Verde (PV) - Partido Social Democrático (PSD) - Partido Republicano Progressista (PRP) |
|  | 27 |                         | João Manuel Baptista (PSDC) João Manuel Baptista                      |                              | Edwal Casoni (PSDC) Edwal Casoni de Paula Fernandes         | Partido não coligado - Partido Social Democrata Cristão (PSDC) |
|  | 20 |                         | José Maria Marin (PSC) José Maria Marin                               |                              | Elaine Prado (PSC) Elaine Luz Prado                         | "Reaja São Paulo" - Partido Social Cristão (PSC) - Partido Trabalhista do Brasil (PTdoB) |
|  | 19 |                         | José Masci de Abreu (PTN) José Masci de Abreu                         |                              | Maria José (PTN) Maria José Cezar                           | "São Paulo Exige Respeito/Voz do Povo" - Partido Trabalhista Nacional (PTN) - Partido Social Trabalhista (PST) |
|  | 40 |                         | Luiza Erundina (PSB) Luiza Erundina de Sousa                          |                              | Emerson Kapaz (PPS) Emerson Kapáz                           | "São Paulo Somos Nós" - Partido Socialista Brasileiro (PSB) - Partido Popular Socialista (PPS) - Partido Democrático Trabalhista (PDT) - Partido da Mobilização Nacional (PMN)                                    |
|  | 22 |                         | Marcos Cintra (PL) Marcos Cintra Cavalcanti de Albuquerque            |                              | Vandeval Lima (PL) Vandeval Lima dos Santos                 | Partido não coligado - Partido Liberal (PL) |
|  | 13 |                         | Marta Suplicy (PT) Marta Teresa Smith de Vasconcellos Suplicy         |                              | Hélio Bicudo (PT) Hélio Pereira Bicudo                      | "Muda São Paulo" - Partido dos Trabalhadores (PT) - Partido Comunista do Brasil (PCdoB) - Partido Comunista Brasileiro (PCB) - Partido Humanista da Solidariedade (PHS)                                           |
|  | 26 |                         | Osmar Lins (PAN) Osmar de Oliveira Lins                               |                              | Ivonete Pasternack (PAN) Ivonete Pasternack Rocha           | Partido não coligado - Partido dos Aposentados da Nação (PAN) |
|  | 11 |                         | Paulo Maluf (PPB) Paulo Salim Maluf                                   |                              | Cunha Bueno (PPB) Antônio Henrique Bittencourt Cunha Bueno  | Partido não coligado - Partido Progressista Brasileiro (PPB) |
|  | 25 |                         | Romeu Tuma (PFL) Romeu Tuma                                           |                              | Lamartine Posella (PMDB) Lamartine Posella Sobrinho         | "Mãos Limpas" - Partido da Frente Liberal (PFL) - Partido do Movimento Democrático Brasileiro (PMDB) |
|  | 29 |                         | Rui Costa Pimenta (PCO) Rui Costa Pimenta                             |                              | Cristine Silva (PCO) Cristine Silva Braga                   | Partido não coligado - Partido da Causa Operária (PCO) |

## Resultados

### Prefeito
| Candidato(a)           | Candidato(a)                    | Vice                        | 1º turno 1 de outubro de 2000 | 1º turno 1 de outubro de 2000 | 2º turno 29 de outubro de 2000 | 2º turno 29 de outubro de 2000 |           |        |
| Candidato(a)           | Candidato(a)                    | Vice                        | Total                         | Porcentagem                   | Total                          | Porcentagem                    |           |        |
| ---------------------- | ------------------------------- | --------------------------- | ----------------------------- | ----------------------------- | ------------------------------ | ------------------------------ | --------- | ------ |
|                        | Marta Suplicy (PT)              | Hélio Bicudo (PT)           | 2.105.013                     | 38,12%                        | 3.247.900                      | 58,51%                         |           |        |
|                        | Paulo Maluf (PPB)               | Cunha Bueno (PPB)           | 960.581                       | 17,40%                        | 2.303.623                      | 41,49%                         |           |        |
|                        | Geraldo Alckmin (PSDB)          | Campos Machado (PTB)        | 952.890                       | 17,26%                        | Não participaram               | Não participaram               |           |        |
|                        | Romeu Tuma (PFL)                | Lamartine Posella (PMDB)    | 632.658                       | 11,46%                        | Não participaram               | Não participaram               |           |        |
|                        | Luiza Erundina (PSB)            | Emerson Kapaz (PPS)         | 546.766                       | 9,90%                         | Não participaram               | Não participaram               |           |        |
|                        | Enéas Carneiro (PRONA)          | Paulo Flores Júnior (PRONA) | 190.844                       | 3,46%                         | Não participaram               | Não participaram               |           |        |
|                        | Marcos Cintra (PL)              | Vandeval Lima (PL)          | 77.827                        | 1,41%                         | Não participaram               | Não participaram               |           |        |
|                        | José Masci de Abreu (PTN)       | Maria José Cezar (PTN)      | 21.131                        | 0,38%                         | Não participaram               | Não participaram               |           |        |
|                        | José Maria Marin (PSC)          | Elaine Prado (PSC)          | 9.691                         | 0,16%                         | Não participaram               | Não participaram               |           |        |
|                        | Canindé Pegado (PGT)            | José Lião de Almeida (PGT)  | 6.676                         | 0,12%                         | Não participaram               | Não participaram               |           |        |
|                        | Osmar Lins (PAN)                | Ivonete Pasternack (PAN)    | 5.110                         | 0,11%                         | Não participaram               | Não participaram               |           |        |
|                        | João Manuel (PSDC)              | Edwal Casoni (PSDC)         | 2.881                         | 0,05%                         | Não participaram               | Não participaram               |           |        |
|                        | Ciro Moura (PRN)                | Singoala Candelo (PRN)      | 1.847                         | 0,03%                         | Não participaram               | Não participaram               |           |        |
|                        | Rui Costa Pimenta (PCO)         | Cristine Silva (PCO)        | 870                           | 0,02%                         | Não participaram               | Não participaram               |           |        |
|                        | Fernando Collor de Mello (PRTB) | Levy Fidelix (PRTB)         | 0                             | 0%                            | Não participaram               | Não participaram               |           |        |
| Total de votos válidos | Total de votos válidos          | Total de votos válidos      | 5.521.182                     | 90,23%                        | Não participaram               | Não participaram               | 5.551.408 | 91,71% |
| → Votos em branco      | → Votos em branco               | → Votos em branco           | 249.970                       | 4,08%                         | 206.706                        | 3,41%                          |           |        |
| → Votos nulos          | → Votos nulos                   | → Votos nulos               | 348.166                       | 5,69%                         | 295.343                        | 4,88%                          |           |        |
| Total de votos         | Total de votos                  | Total de votos              | 6.119.318                     | 100%                          | 6.053.457                      | 100%                           |           |        |
| Eleitores              |                                 |                             |                               |                               |                                |                                |           |        |
| Comparecimento         | Comparecimento                  | Comparecimento              | 6.119.318                     | 85,77%                        | 6.053.457                      | 84,84%                         |           |        |
| Abstenções             | Abstenções                      | Abstenções                  | 1.015.503                     | 14,23%                        | 1.081.364                      | 15,16%                         |           |        |
| Total de inscritos     | Total de inscritos              | Total de inscritos          | 7.134.821                     | 100%                          | 7.134.821                      | 100%                           |           |        |

| Partido | Partido | Candidato | Votos     | Votos (%) |
| ------- | ------- | --------- | --------- | --------- |
|         | PT      | Marta     | 2 105 013 | 38,13%    |
|         | PPB     | Maluf     | 960 581   | 17,4%     |
|         | PSDB    | Alckmin   | 952 890   | 17,26%    |
|         | PFL     | Tuma      | 632 658   | 11,46%    |
|         | PSB     | Erundina  | 546 766   | 9,9%      |
|         | PRONA   | Enéas     | 190 844   | 3,46%     |
|         | PL      | Cintra    | 77 827    | 1,41%     |
|         | PTN     | Masci     | 21 131    | 0,38%     |
|         | PSC     | Marin     | 9 691     | 0,18%     |
|         | PGT     | Canindé   | 6 676     | 0,12%     |
|         | PSTU    | Bosco     | 6 397     | 0,12%     |
|         | PAN     | Osmar     | 5 110     | 0,09%     |
|         | PSDC    | Baptista  | 2 881     | 0,05%     |
|         | PRN     | Moura     | 1 847     | 0,03%     |
|         | PCO     | Rui       | 870       | 0,02%     |
|         | PRTB    | Collor    | 0         | 0%        |
| Totais  | Totais  | Totais    | 5 521 182 |           |

| Partido | Partido | Candidato | Votos     | Votos (%) |
| ------- | ------- | --------- | --------- | --------- |
|         | PT      | Marta     | 3 248 115 | 58,51%    |
|         | PPB     | Maluf     | 2 303 623 | 41,49%    |
| Totais  | Totais  | Totais    | 5 551 738 |           |

## Vereadores eleitos
Representação eleita
  PT: 15
  PSDB: 7
  PPB: 5
  PMDB: 5
  PTB: 3
  PSB: 2
  PL: 2
  PCdoB: 2
  PRONA: 2
  PFL: 1
  PDT: 1
  PSD: 1
  PPS: 1

Fonteː
| Número | Candidato eleito           | Partido | Votação | Porcentagem | Cidade onde nasceu   | Unidade federativa  |
| 13617  | José Eduardo Cardozo       | PT      | 229.494 | 4,24%       | São Paulo            | São Paulo           |
| 56500  | Havanir Nimtz              | PRONA   | 87.358  | 1,61%       | Itabaiana            | Sergipe             |
| 41888  | Dr. Farhat                 | PSD     | 63.620  | 1,17%       | São Paulo            | São Paulo           |
| 13696  | Arselino Tatto             | PT      | 45.541  | 0,84%       | Frederico Westphalen | Rio Grande do Sul   |
| 13690  | Devanir Ribeiro            | PT      | 40.798  | 0,75%       | Getulina             | São Paulo           |
| 45666  | Roberto Tripoli            | PSDB    | 40.629  | 0,75%       | São Paulo            | São Paulo           |
| 13666  | Carlos Neder               | PT      | 39.968  | 0,74%       | Campo Grande         | Mato Grosso do Sul  |
| 15685  | Milton Leite da Silva      | PMDB    | 39.716  | 0,73%       | São Paulo            | São Paulo           |
| 13651  | Vicente Cândido            | PT      | 38.654  | 0,71%       | Bom Jesus do Galho   | Minas Gerais        |
| 13699  | José Mentor                | PT      | 36.723  | 0,68%       | Santa Isabel         | São Paulo           |
| 14333  | Bispo Atílio               | PTB     | 36.159  | 0,67%       | São Caetano do Sul   | São Paulo           |
| 45654  | Dalton Silvano             | PSDB    | 35.850  | 0,66%       | São Paulo            | São Paulo           |
| 13650  | Ítalo Cardoso              | PT      | 34.987  | 0,65%       | Araçuaí              | Minas Gerais        |
| 65789  | Cláudio Fonseca            | PCdoB   | 34.614  | 0,64%       | São Paulo            | São Paulo           |
| 45678  | Gilson Barreto             | PSDB    | 33.845  | 0,63%       | São Miguel das Matas | Bahia               |
| 22333  | Pastor Vanderlei Jangrossi | PL      | 32.432  | 0,60%       | Piracicaba           | São Paulo           |
| 45680  | Marcos Zerbini             | PSDB    | 30.748  | 0,57%       | São Paulo            | São Paulo           |
| 13601  | Adriano Diogo              | PT      | 30.221  | 0,56%       | São Paulo            | São Paulo           |
| 15633  | Missionário José Olímpio   | PMDB    | 30.095  | 0,56%       | Itu                  | São Paulo           |
| 15678  | Carlos Apolinário          | PMDB    | 29.523  | 0,55%       | São Paulo            | São Paulo           |
| 11651  | Edivaldo Alves Estima      | PPB     | 29.132  | 0,54%       | São Paulo            | São Paulo           |
| 45146  | Ricardo Montoro            | PSDB    | 28.774  | 0,53%       | São Paulo            | São Paulo           |
| 40633  | Dr. Rubens Calvo           | PSB     | 28.032  | 0,52%       | São Paulo            | São Paulo           |
| 15651  | Goulart                    | PMDB    | 27.582  | 0,51%       | Vargem Bonita        | Minas Gerais        |
| 13624  | Aldaíza Sposati            | PT      | 27.497  | 0,51%       | São Paulo            | São Paulo           |
| 11650  | Celso Cardoso              | PPB     | 27.394  | 0,51%       | Paracambi            | Rio de Janeiro      |
| 13644  | João Antônio               | PT      | 27.336  | 0,51%       | São João do Paraíso  | Minas Gerais        |
| 45116  | William Woo                | PSDB    | 27.101  | 0,50%       | São Paulo            | São Paulo           |
| 15500  | Miriam Athie               | PMDB    | 26.543  | 0,49%       | São Paulo            | São Paulo           |
| 45321  | Carlos Bezerra Júnior      | PSDB    | 26.480  | 0,49%       | São Paulo            | São Paulo           |
| 45695  | Gilberto Natalini          | PSDB    | 26.210  | 0,48%       | Rio de Janeiro       | Rio de Janeiro      |
| 25611  | Toninho Paiva              | PFL     | 25.729  | 0,48%       | São Paulo            | São Paulo           |
| 65611  | Ana Maria Martins          | PCdoB   | 25.194  | 0,47%       | São Paulo            | São Paulo           |
| 13213  | Carlos Giannazi            | PT      | 24.992  | 0,46%       | São Paulo            | São Paulo           |
| 13112  | Professor Beto             | PT      | 24.880  | 0,46%       | São Miguel do Anta   | Minas Gerais        |
| 15622  | Jooji Hato                 | PMDB    | 24.108  | 0,45%       | São Paulo            | São Paulo           |
| 11696  | Domingos Dissei            | PPB     | 23.874  | 0,44%       | São Paulo            | São Paulo           |
| 11211  | Erasmo Dias                | PPB     | 23.860  | 0,44%       | Paraguaçu Paulista   | São Paulo           |
| 11624  | Wadih Mutran               | PPB     | 22.570  | 0,42%       | São Paulo            | São Paulo           |
| 13137  | Lucila Pizani              | PT      | 22.252  | 0,41%       | São Paulo            | São Paulo           |
| 14444  | Paulo Frange               | PTB     | 22.120  | 0,41%       | Uberaba              | Minas Gerais        |
| 11660  | Curiati Júnior             | PPB     | 21.419  | 0,40%       | Avaré                | São Paulo           |
| 12777  | Humberto Martins           | PDT     | 21.220  | 0,39%       | Avanhandava          | São Paulo           |
| 14000  | Celso Jatene               | PTB     | 21.002  | 0,39%       | São Paulo            | São Paulo           |
| 22678  | Antonio Carlos Rodrigues   | PL      | 20.962  | 0,39%       | São Paulo            | São Paulo           |
| 13633  | Nabil Bonduki              | PT      | 20.737  | 0,38%       | São Paulo            | São Paulo           |
| 22626  | José Viviani Ferraz        | PL      | 20.114  | 0,37%       | Cachoeira Paulista   | São Paulo           |
| 13678  | Laurindo                   | PT      | 19.783  | 0,37%       | Tauá                 | Ceará               |
| 13789  | Augusto Campos             | PT      | 18.880  | 0,35%       | Batatais             | São Paulo           |
| 65640  | Alcides Amazonas           | PCdoB   | 18.498  | 0,34%       | São Paulo            | São Paulo           |
| 40667  | Toninho Força São Paulo    | PSB     | 17.284  | 0,32%       | São Paulo            | São Paulo           |
| 23377  | Raul Cortez                | PPS     | 16.645  | 0,31%       | Assú                 | Rio Grande do Norte |
| 12345  | Eliseu Gabriel             | PDT     | 15.520  | 0,29%       | São Paulo            | São Paulo           |
| 23120  | Roger Lin                  | PPS     | 10.679  | 0,20%       | São Paulo            | São Paulo           |
| 56123  | Antonio Paes (Baratão)     | PRONA   | 2.023   | 0,04%       | São Paulo            | São Paulo           |